# Automotette
Automotette war eine französische Automarke.

## Unternehmensgeschichte
Das Unternehmen Compagnie Française des Cycles Automobiles aus Paris begann 1898 mit der Produktion von Automobilen, die als Automotette vermarktet wurden. Im gleichen Jahr wurde die Produktion bereits wieder eingestellt. In England wurden die Fahrzeuge von der Association Limited de Holland Park aus London vertrieben.

## Fahrzeuge
Das Modell 3 ½ CV war ein Dreirad. Es ähnelte der Voiturette von Automobiles Léon Bollée. Das einzelne Rad befand sich hinten. Ein Einzylindermotor trieb über Riemen das Hinterrad an.
Außerdem befand sich ein viersitziges Modell im Angebot, das nicht nach England verkauft wurde.